# Monestir de Bârsana
El monestir de Bârsana és un monestir ortodox romanès situat a la comuna de Bârsana al comtat de Maramureș.

## Certificats documentals
Les primeres atestacions documentals referents al una monestir de Bârsana daten de 1390. En un document del 21 de juliol de 1390, que fa referència a les propietats de la família del voivodat Dragoș, s'esmenta una carretera que es bifurca, que condueix d'un braç al poble de Bârsana i l'altre al monestir. També en aquest document s'esmenten Valea Mănăstirii i Dealul Popii.
Una escriptura de propietat, del 6 de novembre de 1405, esmenta un "camp del monestir". Altres mencions referents al monestir es troben en actes de propietat de la família del voivodat Dragoș, entre els anys 1408 - 1480, darrer acte referit a Bartolomeu Dragfi, voivoda de Transsilvània.

## Història
L'església està ubicada a la històrica comunitat de Maramureș, a la vall d'Iza. L'antiga església de fusta va ser construïda el 1711 al lloc anomenat “Cabells de Monjo” pel noble sacerdot Ioan Ștefanca, juntament amb els seus fills i altres vilatans, per agrair a Déu la protecció durant la gran plaga de l'any anterior. L'església va ser traslladada a la vall d'Iza cap al 1739 al lloc d'un cementiri que va aparèixer després de la batalla amb els tàrtars el 1717.
L'església es va traslladar per segona vegada quan va ser portada al poble cap al 1795 enmig d'un cementiri per a les víctimes de la petita plaga de 1742 o posterior. L'interior de l'església fou repintat el 1806 per Hodor Toader, influït pels estils barroc i rococó. Les pintures eren fetes sobre fusta, parcialment anivellades amb peces tèxtils, fixades a les parets i cobertes amb una capa de calç preparada, com era costum de l'època. Posteriorment, es va afegir un porxo de dos nivells a l'oest i es van eixamplar les finestres. El 1929 es van tallar les finestres entre la nau i el nàrtex.
L'església està construïda amb bigues muntades en un sistema "blockbau" (la tècnica de construcció de bigues horitzontals) i és de planta rectangular, amb un porxo amb dos nivells a l'oest i un absis poligonal de l'altar, en retirada. A l'interior, es nota la volta de secció poligonal, a les consoles (en comparació amb les voltes semicilíndriques que solen trobar-se), i a l'exterior hi ha porxos amb arcs sobre pilars tallats i parapets perforats.
La coberta, amb doble ràfec, té sobre el nàrtex un campanar amb la sala de campanes de la consola, oberta, amb arcs sobre pilars i un sostre alt i piramidal.
La pintura mural té un programa iconogràfic dominat, a la nau, per escenes del Gènesi i al nàrtex pel Judici Final, així com pel discurs moralitzant destacat pel paral·lelisme entre les escenes de l'Antic Testament i la Passió de Jesús. El pintor Toader Hodor introdueix a la pintura mural de Maramures motius decoratius d'inspiració barroca i rococó i una forma de representació pictòrica i dinàmica, aliena a la tradició post-romana d'Orient. En la seva creació, la pintura de Bârsana representa el conjunt decoratiu més coherent, que inclou pintura mural, iconòstasi i mobiliari, l'interior de l'església fa la impressió d'un espai plàstic únic en relació amb la tradició post-romana d'Orient, dominant fins al final del segle XVIII.

## Construcció
El conjunt monacal es va construir amb fusta, segons la tradició local, sota la direcció de l'arquitecte Cordoș Dorel. Es compon de: la porta específica de Maramureș, el campanar, l'església (57 m d'alçada), l'altar d'estiu, les cel·les dels monjos, la capella (construïda en diversos nivells), la casa dels mestres i la casa dels artistes. (taller). El museu de l'interior del monestir va ser construït recentment.

Actualment, el patró del monestir s'oficia el 30 de juny: "El Concili dels Sants 12 Apòstols", sent els protectors del monestir els 12 apòstols.

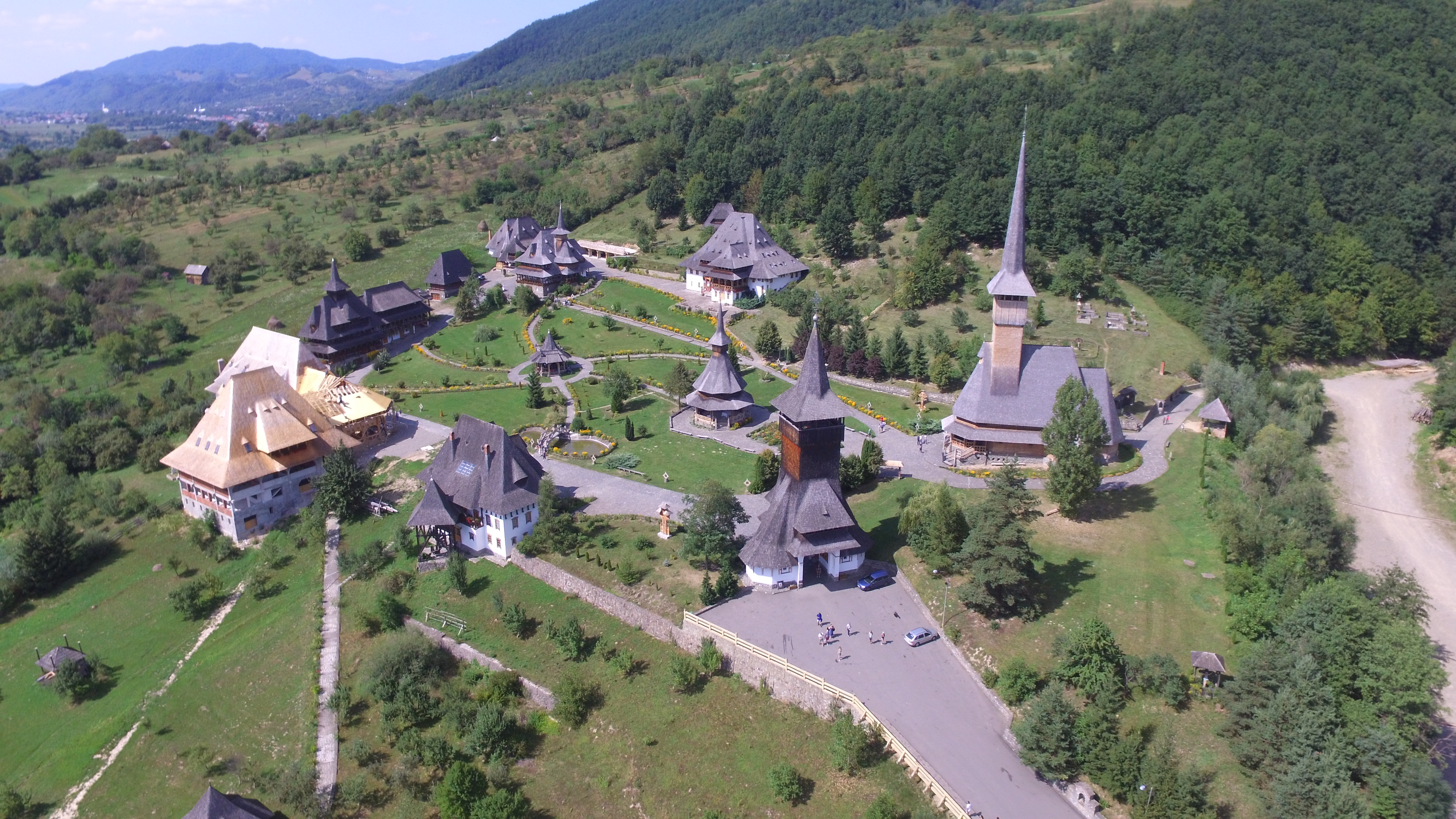
Conjunt del monestir de Bârsana (1), fins fa poc l'església de fusta més alta del món (Foto de dron)
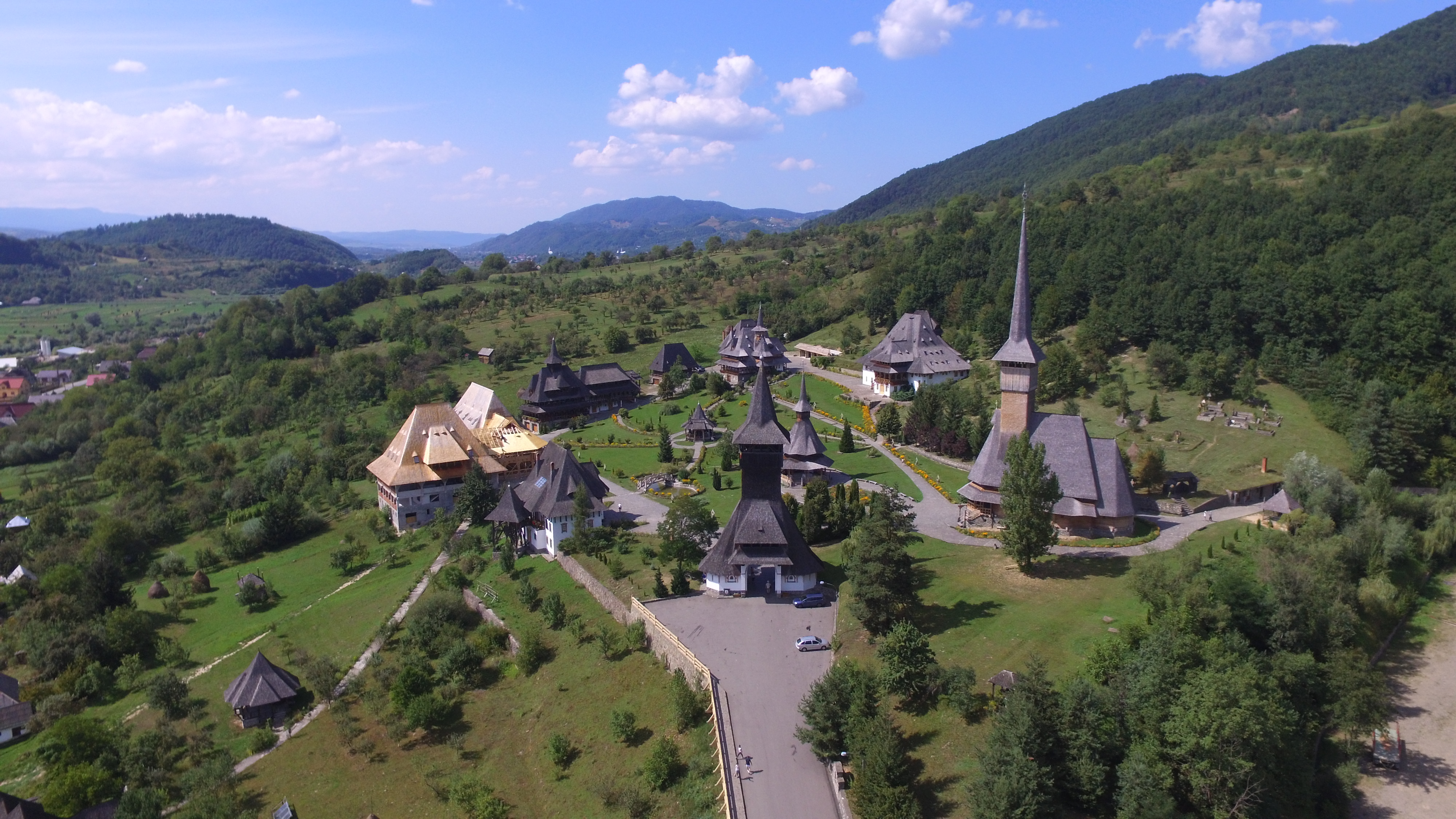
Conjunt del monestir de Bârsana (2) (Foto de dron)
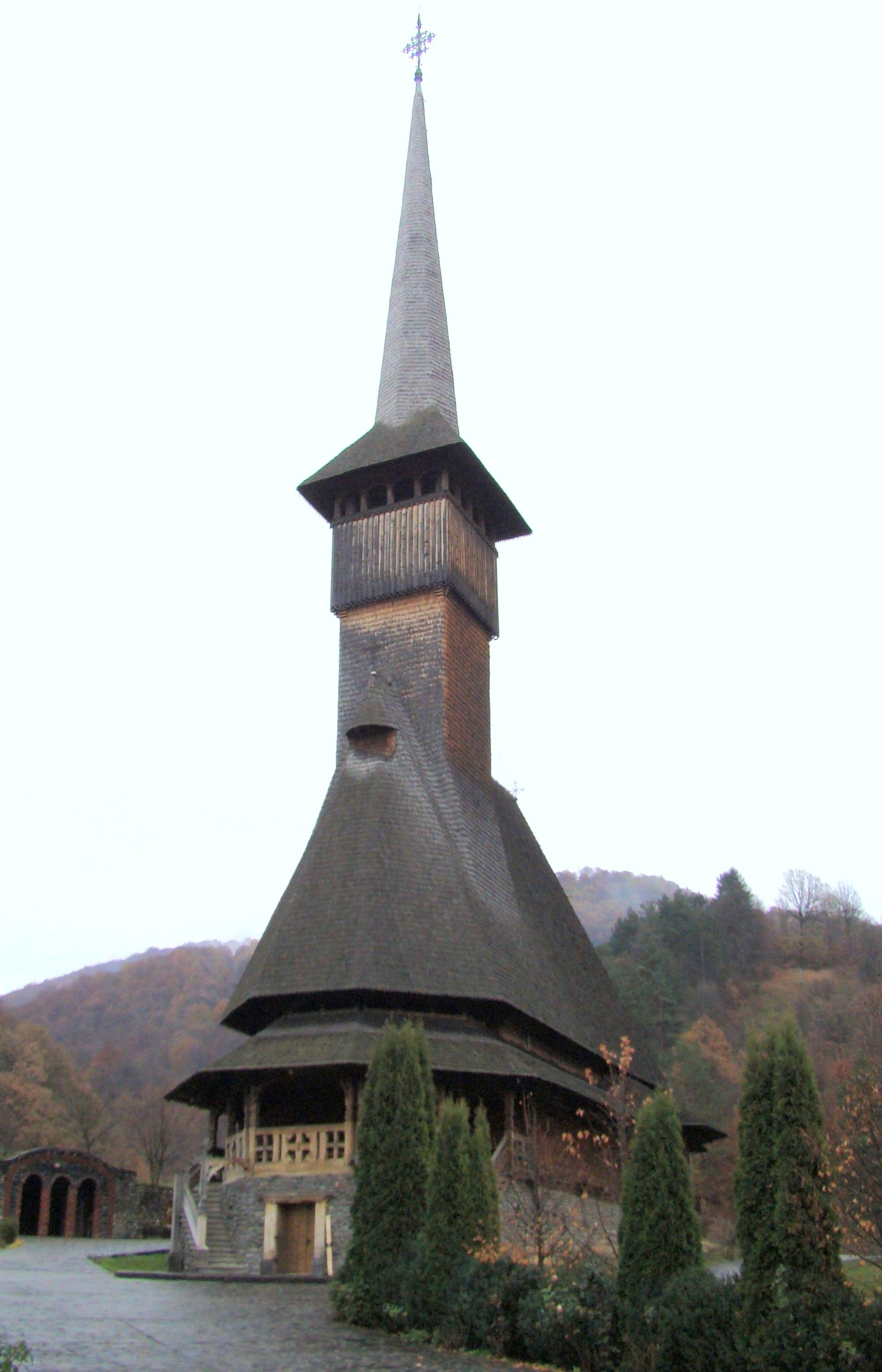
L'església de fusta del monestir de Bârsana
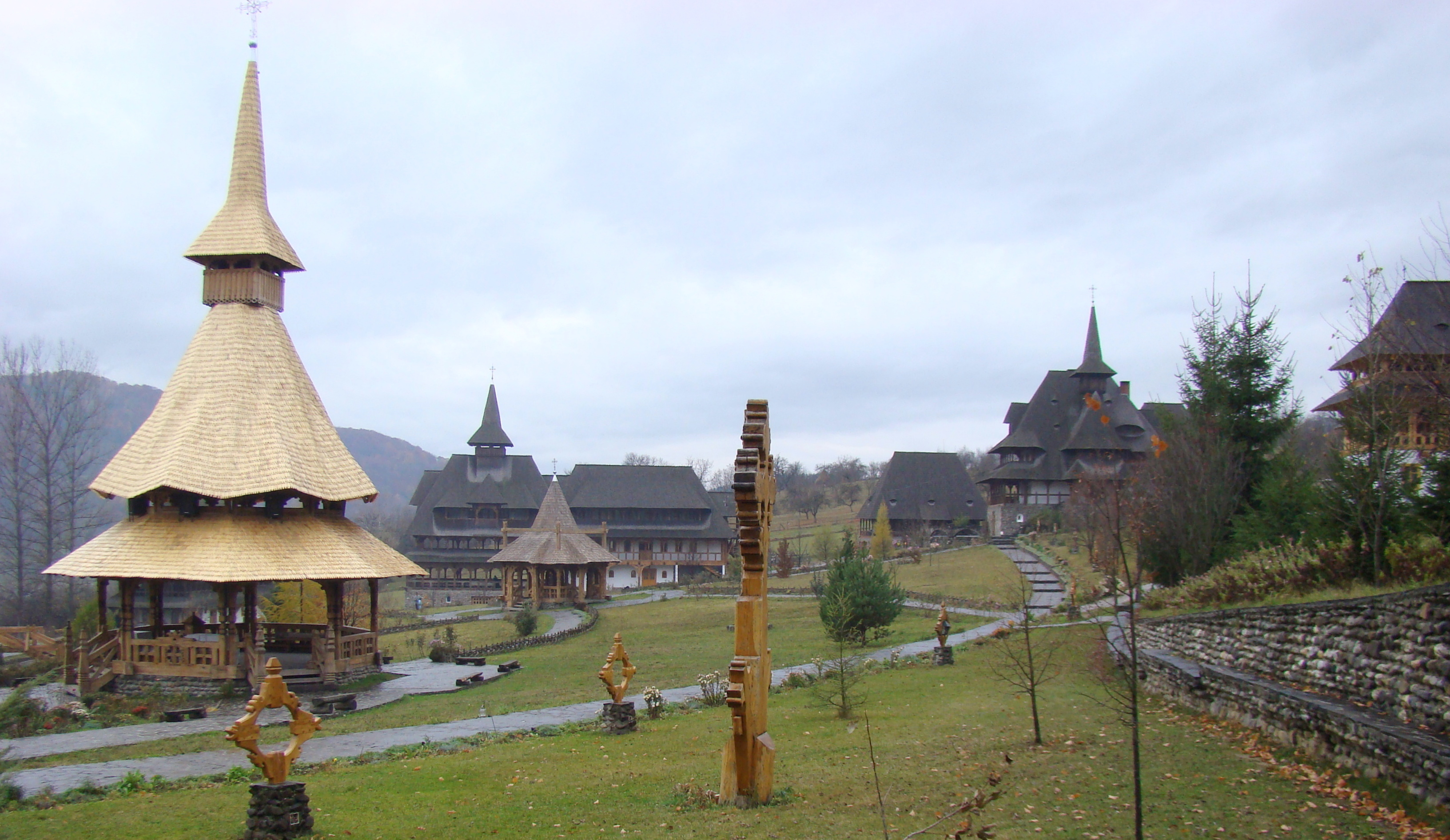
Monestir de Bârsana - Altar d'estiu

## Galeria de fotos

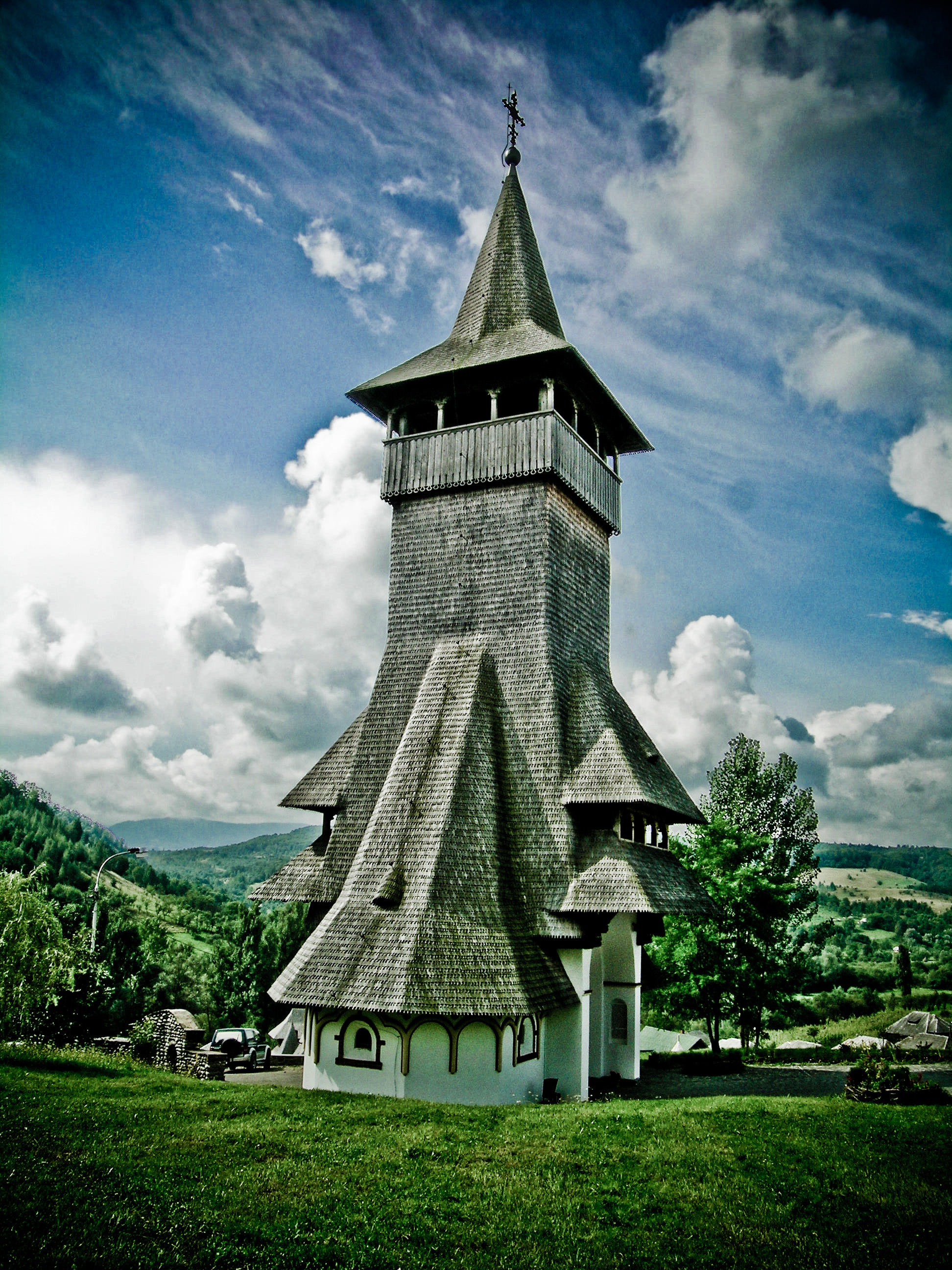
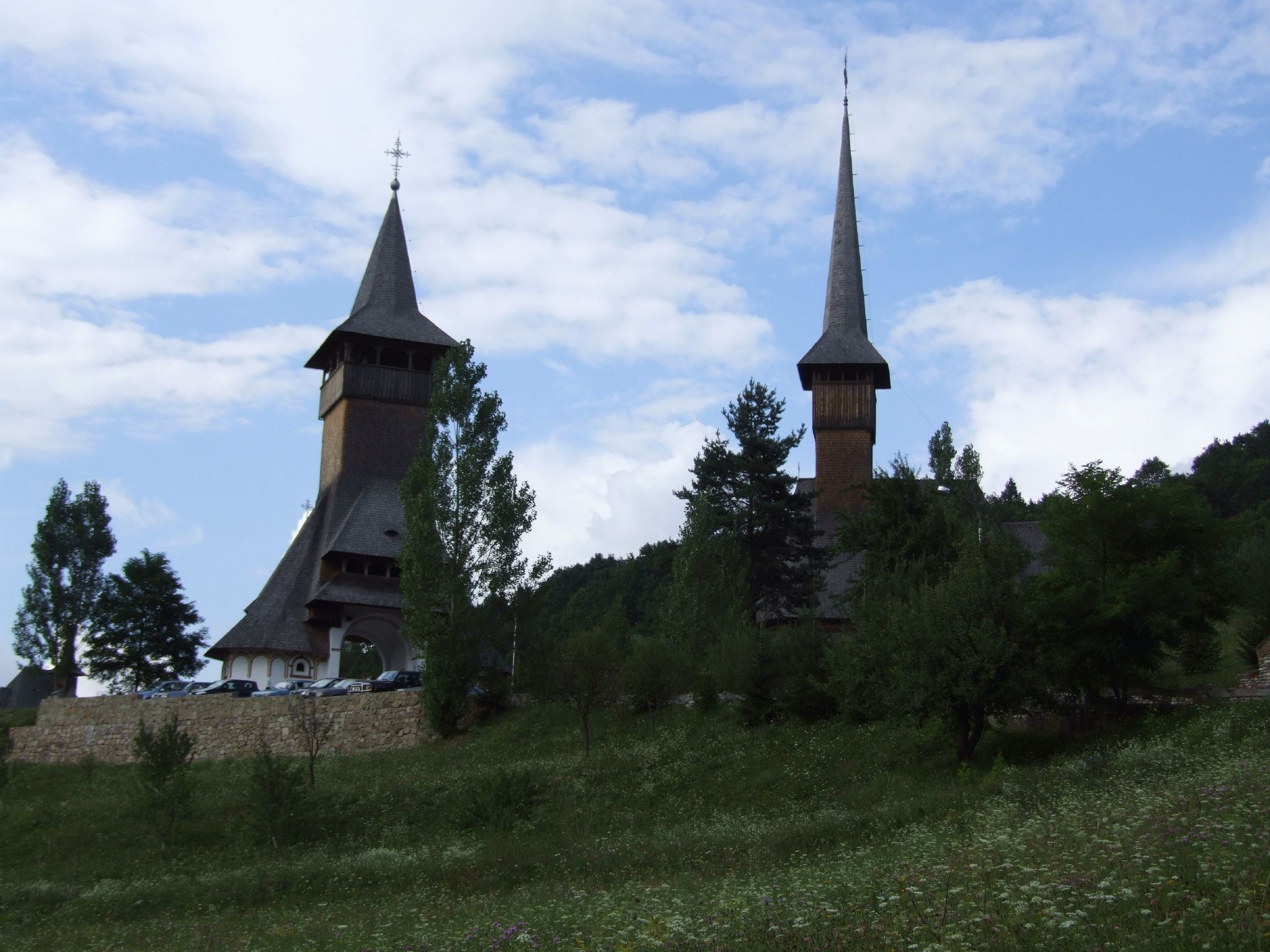
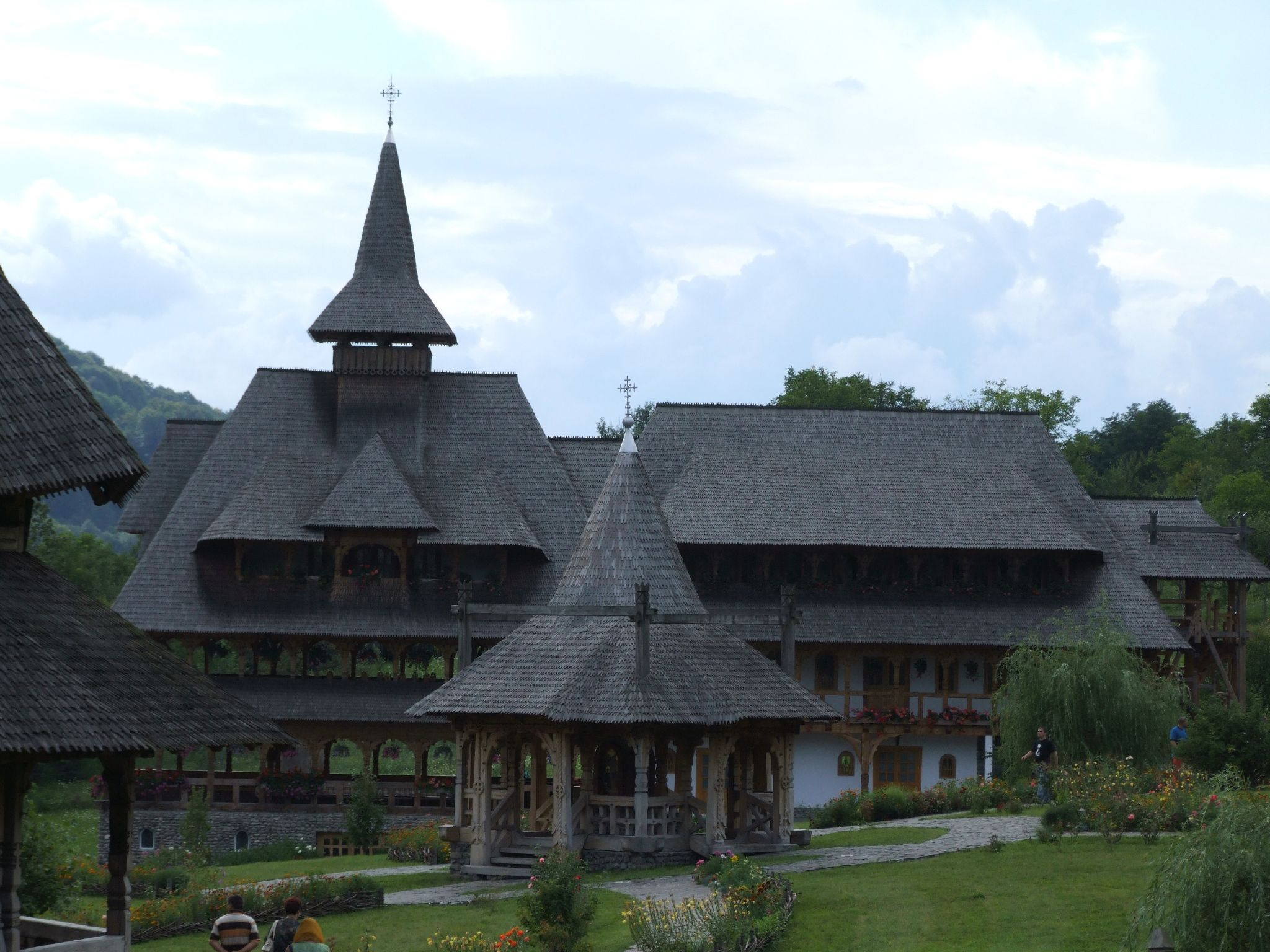
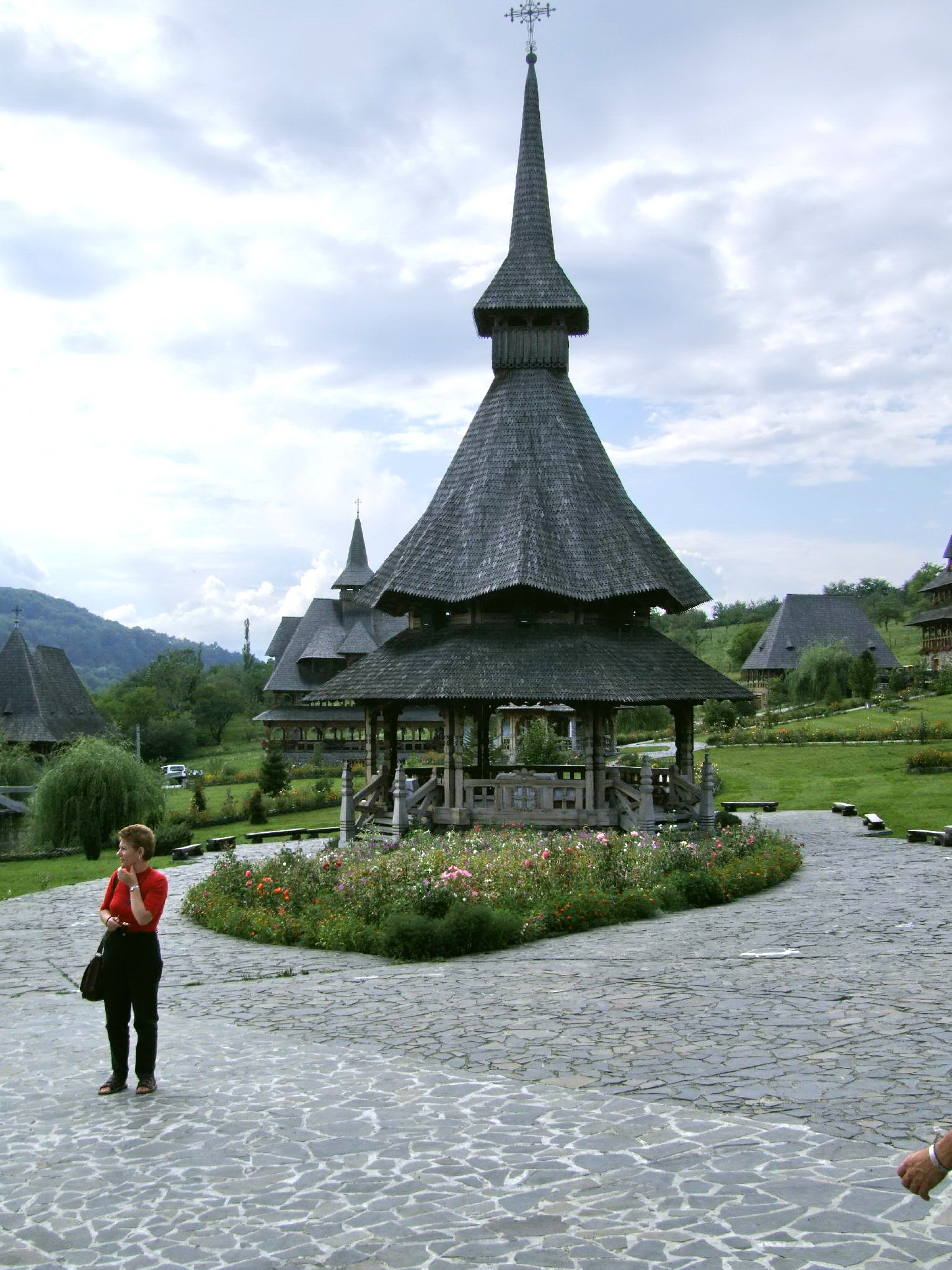
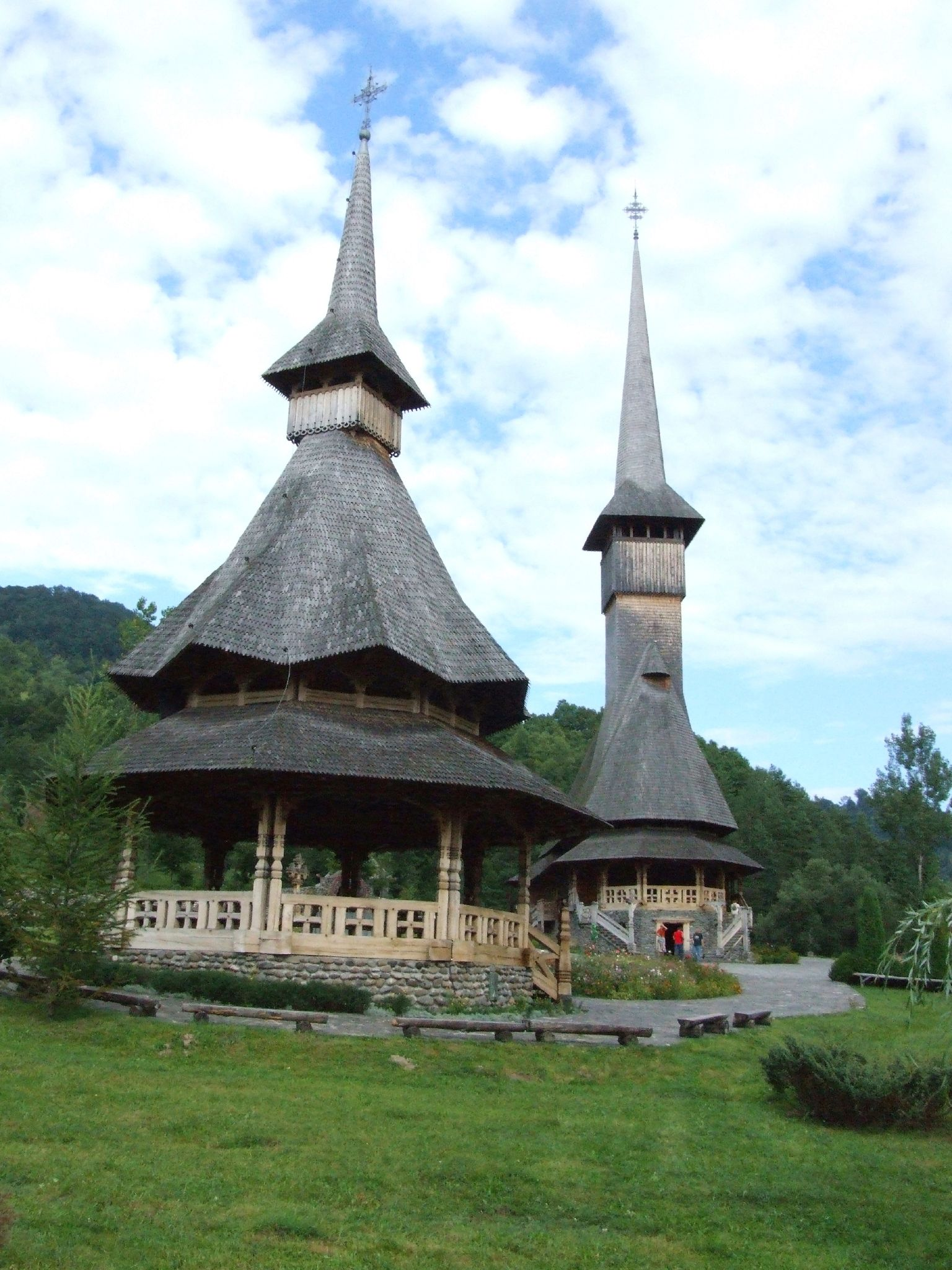
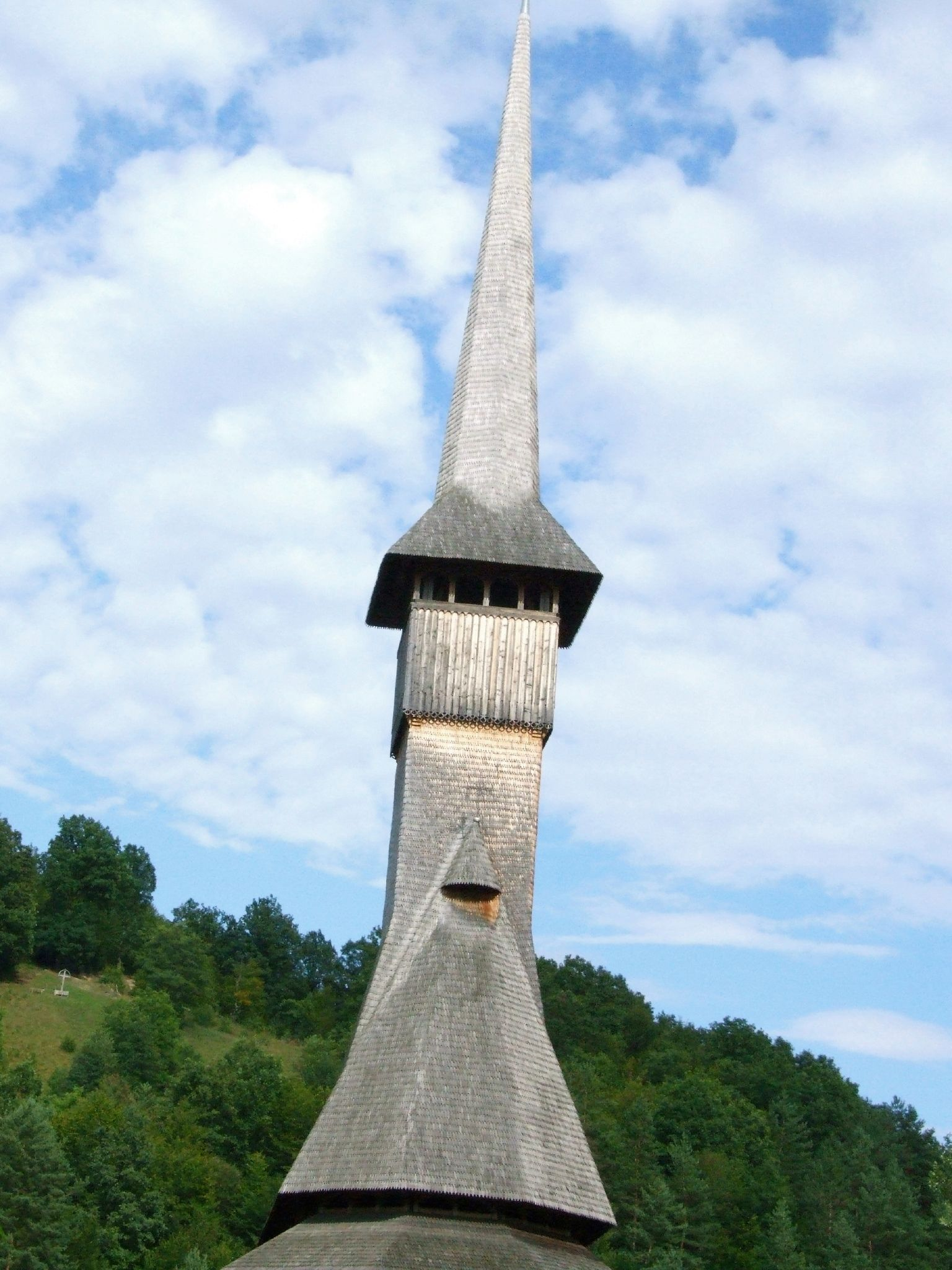